# SC Elmenhorst
Der SC Elmenhorst ist ein Sportverein aus Elmenhorst im Kreis Stormarn. Die erste Fußballmannschaft spielte zwei Jahre in der höchsten Amateurliga Schleswig-Holsteins.

## Geschichte
Der Verein wurde am 23. Juli 1948 gegründet. Nachdem die Fußballer zunächst nur auf lokaler Ebene spielten, brachten zwei Aufstiege in Folge die Elmenhorster in die seinerzeit viertklassige Verbandsliga Süd. Drei Jahre später wurde die Mannschaft dort Meister und stieg in die Landesliga auf. In den Medien wurde der SC Elmenhorst als das „Alsenborn des Nordens“ gefeiert. Im schleswig-holsteinischen Oberhaus startete die Mannschaft gut und konnte unter anderem den späteren Meister Rendsburger TSV schlagen. In der Rückrunde stürzte die Mannschaft auf den drittletzten Rang ab und verblieb nur deshalb in der Liga, weil der Itzehoer SV den Klassenerhalt in der übergeordneten Regionalliga Nord schaffte. 
Vor der Saison 1972/73 verließen zahlreiche Leistungsträger den Verein und die Elmenhorster wurden mit ganzen fünf Punkten Tabellenletzter. Gegen den Rendsburger SV gab es eine 0:10-Niederlage. Zwei Jahre später folgte der Abstieg in die Bezirksliga, wo der SCE prompt in die Kreisliga durchgereicht wurde. Fortan spielte der SC Elmenhorst in unteren Ligen. Im Jahre 2011 stieg er in die Kreisliga Stormarn und fünf Jahre später in die Verbandsliga Süd-Ost auf.